# Kindjeshaven (crèche)
Kindjeshaven was een kinderhuis in Utrecht dat tijdens de bezetting werd gebruikt om vele Joodse kinderen in veiligheid te kunnen brengen.
De crèche werd in november 1940 door de rechtenstudente Trui van Lier opgericht en gevestigd aan de Prins Hendriklaan 4. Hij werd vernoemd naar een straatje in de binnenstad genaamd Kintgenshaven. Samen met Jet Berdenis van Berlekom wist ze vanaf 1941 150 Joodse kinderen via het kinderhuis in veiligheid te brengen. Vanwege het fusilleren van Truis nicht Truus van Lier diende Trui te stoppen bij het kinderhuis. Jet ging nog door in Kindjeshaven tot februari 1945.
De administratie bevond zich niet in de crèche zelf, maar veilig verborgen in het rooms-katholiek Aartsbisschoppelijk Paleis van Utrecht.